# Chiesa di San Paolo (Bivona)
La chiesa di San Paolo è un edificio di culto di Bivona, comune italiano della provincia di Agrigento in Sicilia.

## Storia
Secondo la leggenda tra la metà del XV e la fine del XVI secolo d.C., una monaca benedettina di nome Scolastica Oliveri visse nel monastero della chiesa fino all'età di 130 anni. Anche se esistono documenti che attestino la cosa, non è possibile decretarne la veridicità di ciò che è scritto in quanto la monaca benedettina visse in un periodo nella storia in cui la tecnologia non era nemmeno nei pensieri della gente del tempo. L'età della monaca benedettina supera di 8 anni l'età dell'essere umano più longevo di cui si abbia notizia, la francese Jeanne Calment con i suoi 122 anni e 164 giorni che perì nel 1997. A differenza della monaca benedettina, la francese visse comunque in un'epoca più recente e differente in cui è stato possibile verificare più facilmente la veridicità della sua età. Per questo motivo, se i documenti e le testimonianze che affermano l'esistenza di Scolastica Oliveri fossero veritieri, la monaca benedettina sarebbe stata l'essere umano più longevo di sempre.

## Descrizione
Risalente al XV secolo è sita in piazza San Paolo, nella parte centro-occidentale del paese.
Eretta in occasione della venuta in Bivona delle Benedettine Cassinesi, alla fine del Seicento venne ristrutturata del tutto, ampliando le proprie dimensioni: nell'occasione venne costruita anche la torre campanaria. All'interno è lunga 36,3 m e larga 9 m. Prende luce da cinque finestre ed ha un portale in stile barocco del XVII secolo; barocche sono pure le decorazioni interne. A navata unica, presenta la cantoria sull'ingresso sostenuta da due colonne centrali e da due mezze colonne laterali, raccordate da tre archi a tutto tondo; tale composizione si ripete sopra la balconata del coro. Sono presenti quattro cappelle laterali al cui interno si trovano altrettanti altari.
La chiesa si caratterizza per la notevole presenza di pregevoli statue e tele settecentesche.